# Cộng hòa Trung Phi tại Thế vận hội Mùa hè 2008
Cộng hòa Trung Phi đưa ba đấu thủ đến Thế vận hội Mùa hè 2008 tại Bắc Kinh.

## Điền kinh
| Vận động viên     | Nội dung | Sơ kết  | Sơ kết | Tứ kết  | Tứ kết  | Bán kết | Bán kết | Chung kết | Chung kết |
| Vận động viên     | Nội dung | Kết quả | Hạng   | Kết quả | Hạng    | Kết quả | Hạng    | Kết quả   | Hạng      |
| ----------------- | -------- | ------- | ------ | ------- | ------- | ------- | ------- | --------- | --------- |
| Béranger Bosse    | 100 m    | 10.51   | 6      | Bị loại | Bị loại | Bị loại | Bị loại | Bị loại   | Bị loại   |
| Mireille Derebona | 800 m    | DQ      | –      | Bị loại | Bị loại | Bị loại | Bị loại | Bị loại   | Bị loại   |

## Quyền Anh
| Vận động viên  | Nội dung  | Vòng 32               | Vòng 16         | Tứ kết          | Bán kết         | Chung kết       |
| Vận động viên  | Nội dung  | Đối thủ Kết quả       | Đối thủ Kết quả | Đối thủ Kết quả | Đối thủ Kết quả | Đối thủ Kết quả |
| -------------- | --------- | --------------------- | --------------- | --------------- | --------------- | --------------- |
| Bruno Bongongo | Bán trung | Mulema (CMR) · L 2–17 | Bị loại         | Bị loại         | Bị loại         | Bị loại         |